# برونو موناری
برونو موناری (۲۴ اکتبر ۱۹۰۷ در میلان - ۳۰ سپتامبر ۱۹۹۸) هنرمند و طراح ایتالیایی است که در زمینه‌های هنرهای تجسمی از جمله نقاشی، مجسمه‌سازی، فیلم و طراحی صنعتی، و همچنین در شعر و ادبیات آثار گوناگونی برجای گذاشته‌است. او نویسنده کتاب‌های هنر نیز هست.

## کتاب‌شناسی

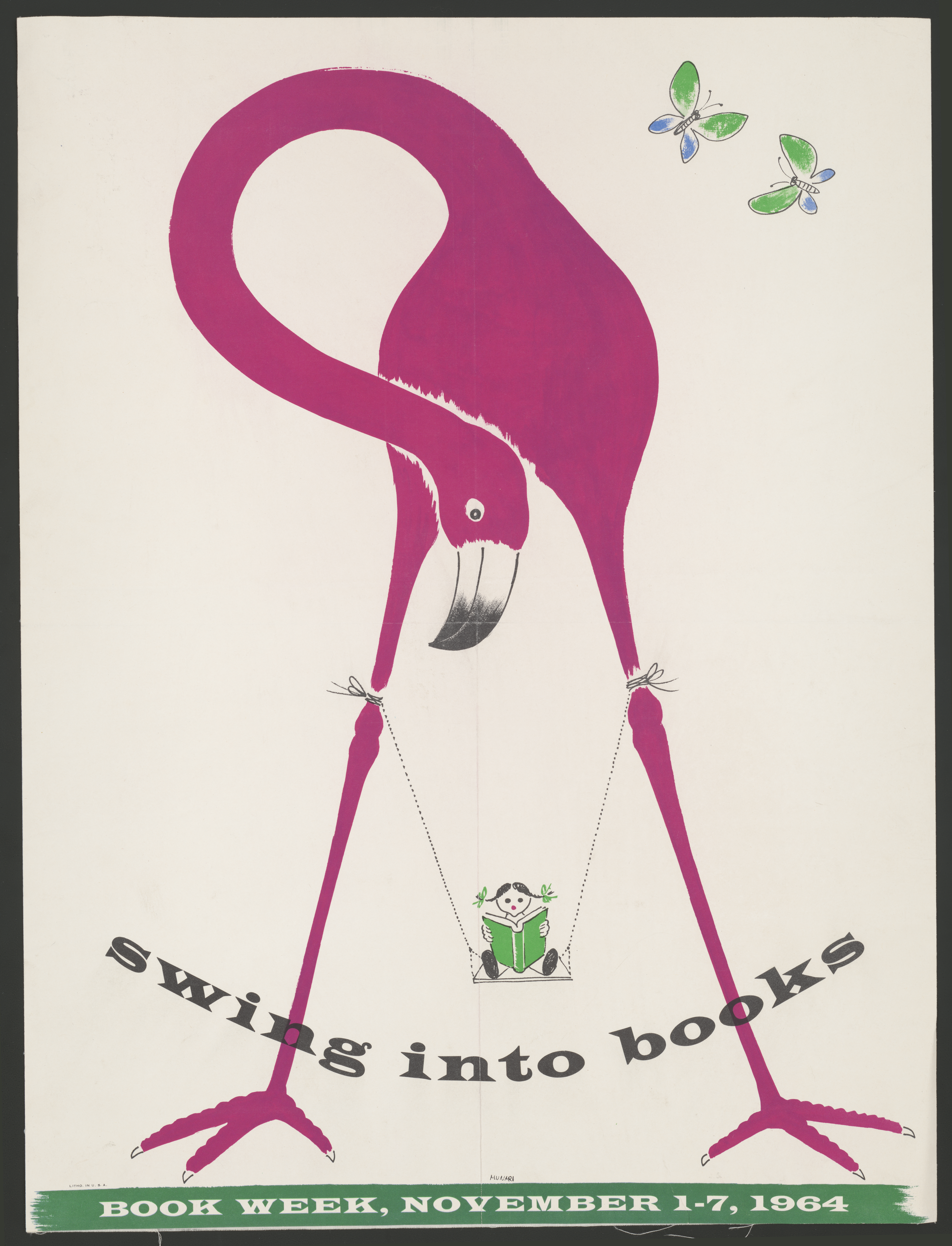
پوستری آموزشی مربوط به «هفتهٔ کتاب» به تاریخ ۱ الی ۷ نوامبر ۱۹۶۴ میلادی. اثر توسط برونو موناری و با متن «تاب‌خوردن در بین کتاب‌ها» برای تشویق کودکان آمریکایی به کتاب‌خوانی خلق شده‌است. این اثر در مالکیت کتابخانه کنگره قرار دارد.